# Bächingen an der Brenz
Bächingen an der Brenz (amtlich: Bächingen a.d.Brenz) ist eine Gemeinde im schwäbischen Landkreis Dillingen an der Donau. Die Gemeinde ist Mitglied der Verwaltungsgemeinschaft Gundelfingen an der Donau.

## Geografie

### Geografische Lage
Bächingen liegt im Donauried am Rande der Schwäbischen Alb. Nördlich des Ortes fließt die Brenz, südlich beginnt das Schwäbische Donaumoos. Die Bächinger Gemarkungsgrenze ist im Westen zugleich Grenze des Landkreises Dillingen sowie Landesgrenze zu Baden-Württemberg. Außer dem Pfarrdorf Bächingen gibt es keine weiteren Gemeindeteile.

### Nachbargemeinden
Bächingen grenzt im Süden und im Osten an die Stadt Gundelfingen an der Donau, im Westen an Sontheim an der Brenz (Baden-Württemberg) und im Norden an  Medlingen.

## Geschichte
Es wird angenommen, dass die Ortsgründung im 6. bis 7. Jahrhundert von den Alamannen als Bechenheim erfolgte. Der Name geht wahrscheinlich auf den alamannischen Gründer zurück, da das Wort zu dem Heim eines Bacho bedeutet. Die erste urkundliche Nennung des Namens geht schließlich auf 1269/71 zurück und wurde dort schon mit der Beifügung an der Brenz erwähnt. Der Name Bächingen verdrängte im 19. Jahrhundert den ursprünglichen Begriff.
Als erste Herrscher des Ortes sind im 15. Jahrhundert die Herren von Riedheim urkundlich belegt, von denen er in die Hände der Ritterfamilie von Westernach gelangte. Bernhard von Westernach ließ 1531 das heutige Wasserschloss errichten. Sein Sohn Eitelhans († 1576) schaffte die Ausgliederung Bächingens aus dem Fürstentum Pfalz-Neuburg als freie Reichsritterschaft und führte 1576 die Reformation ein.
Im Jahre 1594 ging die Herrschaft an die Freiherren vom Stain über, die später auch noch die benachbarte freie Reichsritterschaft Niederstotzingen erhielten und bis 1790 in Bächingen regierten. Unter ihrem Patronat erfuhr die im frühen 15. Jahrhundert errichtete Kirche St. Nikolaus bedeutende Umgestaltungen und Erweiterungen.
Vom Dreißigjährigen Krieg blieb Bächingen nicht verschont. Besonders unter der bayerischen Armee hatte es wie auch die umliegenden Ortschaften 1620 große Schäden zu beklagen. Aufgrund Bächingens Reichsunmittelbarkeit und der Popularität der Freiherren vom Stain, die nach französischem Vorbild einen kleinen Hof in Bächingen führten und Verbindungen in höchste Kreise pflegten, wurde Bächingen gegen Ende des Krieges Zufluchtsstätte für Bürger umliegender Dörfer.
Nach dem Krieg schlossen Immigranten, im Falle Bächingens überwiegend Wenden, die Lücken in der Bevölkerung.
1790 kaufte die Herzogin Franziska von Württemberg, besser bekannt als Franziska von Hohenheim, die Herrschaft Bächingen als Privatgut. Die Großmutter der Herzogin war Sophia Charlotta Freifrau von Vohenstein, geborene Freiin vom Stain aus Bächingen gewesen.
Im Zuge der Mediatisierung wurde Bächingen 1806 dem neu gebildeten Königreich Bayern eingegliedert und büßte seine Autonomie ein.
Nach dem Tode der Herzogin erhielt 1811 ihr Universalerbe Karl Ludwig Axel Freiherr von Böhnen Bächingen, der es zum Patrimonialgericht machen ließ. 1821 veräußerte er die Ortschaft an den soeben geadelten Johann Gottlieb Freiherr von Süßkind, einen reichen Bankier aus Augsburg. Dessen Nachfahre Albrecht Freiherr von Süßkind-Schwendi und seine Frau Christine, Tochter des Prinzen Friedrich Christian zu Schaumburg-Lippe, besitzen noch heute das Schlossgut.
Nachdem der Zweite Weltkrieg Bächingen weitestgehend unberührt gelassen hatte, bekam ihn der Ort am 24. April 1945 in voller Härte zu spüren. Durch amerikanische Tieffliegerangriffe kamen etliche Menschen zu Tode und etwa ein Drittel der Häuser brannte ab.

### Einwohnerentwicklung
Zwischen 1988 und 2018 wuchs die Gemeinde von 1088 auf 1332 um 244 Einwohner bzw. um 22,4 %.

## Kirche
Die evangelische Kirchengemeinde Bächingen, zu der auch die Protestanten aus Medlingen zählen, hat derzeit (Stand 2011) knapp 1000 Mitglieder. Die Bächinger Katholiken sind nach Medlingen eingepfarrt.

## Politik

### Gemeinderat
Der Gemeinderat von Bächingen an der Brenz setzt sich aus 12 Mitgliedern zusammen. Weiteres Mitglied und Vorsitzender des Gemeinderates ist der Bürgermeister. Die Kommunalwahl am 15. März 2020 brachte folgendes Ergebnis:
- Freie Wählervereinigung Bächingen: 6 Sitze (50,8 %)
- Unabhängige Aktive Bürger Bächingen/CSU: 6 Sitze (49,2 %)

| Parteien und Wählergemeinschaften       | Sitze 2020 | Sitze 2014 | Sitze 2008 |
| Freie Wählervereinigung Bächingen       | 6          | 6          | 5          |
| Unabhängige Aktive Bürger Bächingen/CSU | 6          | 6          | 4          |
| Sozialdemokratische Partei Deutschlands | 0          | 0          | 3          |
| gesamt                                  | 12         | 12         | 12         |

### Bürgermeister
Erster Bürgermeister ist seit 1. Mai 2020 Siegmund Meck (UAB Bächingen/CSU), der am 15. März 2020 mit 79,4 % gewählt wurde.
Sein Vorgänger war von Mai 2002 bis April 2020 Roland Grandel (Freie Wählervereinigung); er kandidierte 2020 nicht mehr für eine Wiederwahl.

### Wappen
| | Blasonierung: „Durch einen gesenkten grünen Wellenbalken geteilt von Silber und Gold; oben ein wachsender, golden gekrönter schwarzer Wolf, unten eine liegende schwarze Wolfsangel.“ |
| Wappenbegründung: Das Wappen erinnert an zwei für die Geschichte des Ortes wichtige Herrscher: Der Wolf ist dem Wappen der Freiherren von Westernach entnommen, die im 16. Jahrhundert die Herrschaft in Bächingen innehatten. Durch Heirat gelangte der Besitz 1594 an die Herren von Stein, in deren Händen Bächingen fast 200 Jahre lang blieb. Daran erinnert die Wolfsangel im Gemeindewappen, die aus dem Wappen dieser schwäbischen Adelsfamilie stammt. Der Wellenbalken symbolisiert die Lage des Ortes an der Brenz und steht redend für den Ortsnamen. Wappenführung seit 1970 | |

## Kultur und Sehenswürdigkeiten

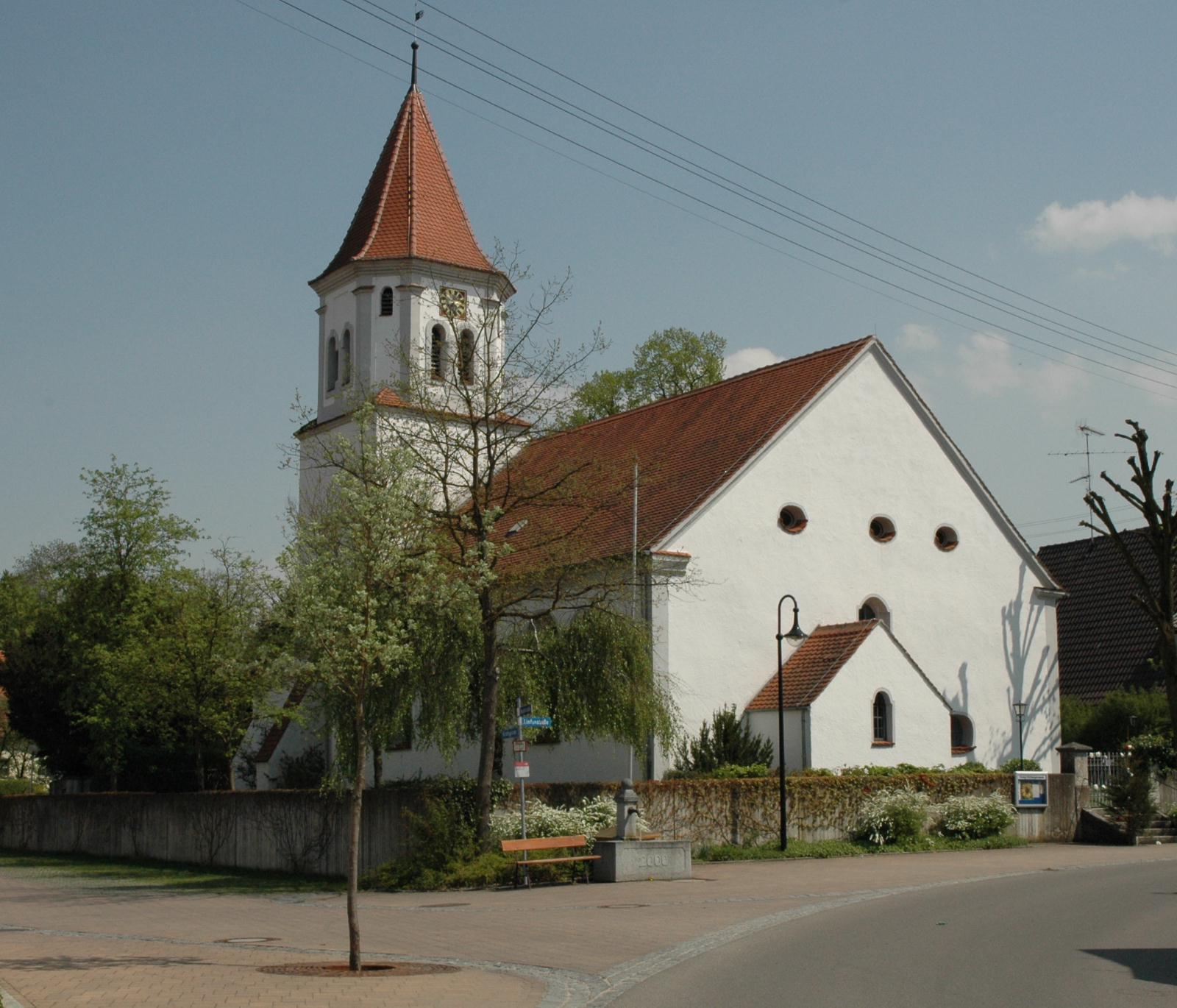
Nikolaikirche Bächingen

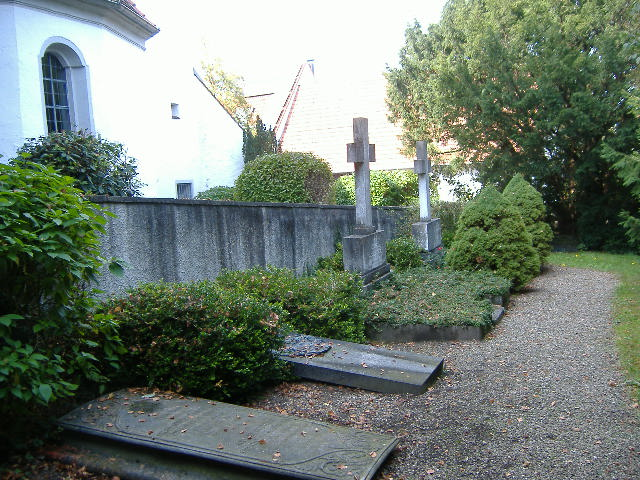
Patronatsfriedhof der Familien von Süßkind und Süßkind-Schwendi

### Museen
- Mooseum – Forum schwäbisches Donautal (naturorientiertes Informations- und Kommunikationszentrum mit Veranstaltungen und einer Dauerausstellung für die Region Schwäbisches Donautal)

### Archive
- Freiherrlich vom Stain’sches Gemeinschaftsarchiv Bächingen-Niederstotzingen, beinhaltend Akten und Urkunden ab 1360 sowie den gesamten Nachlass der Herzogin Franziska von Württemberg, lagerte bis zu seiner Überführung ins Staatsarchiv Augsburg auf Schloss Bächingen

### Bauwerke
- Schloss Bächingen, u. a. mit Bauinschrift von Loy Hering; umfangreiche Bibliothek der Herzogin Franziska von Württemberg wurde ab 1972 sukzessive veräußert
- Evangelische Kirche St. Nikolaus (Nikolaikirche) mit Epitaphen der Familie von Westernach
- Patronatsfriedhof der Familien von Süßkind und Süßkind-Schwendi

### Musik
- Gesangverein 1898 Bächingen e. V. (ortsältester Verein)
- Musikverein „Eintracht“ Bächingen (seit 1950)

## Natur

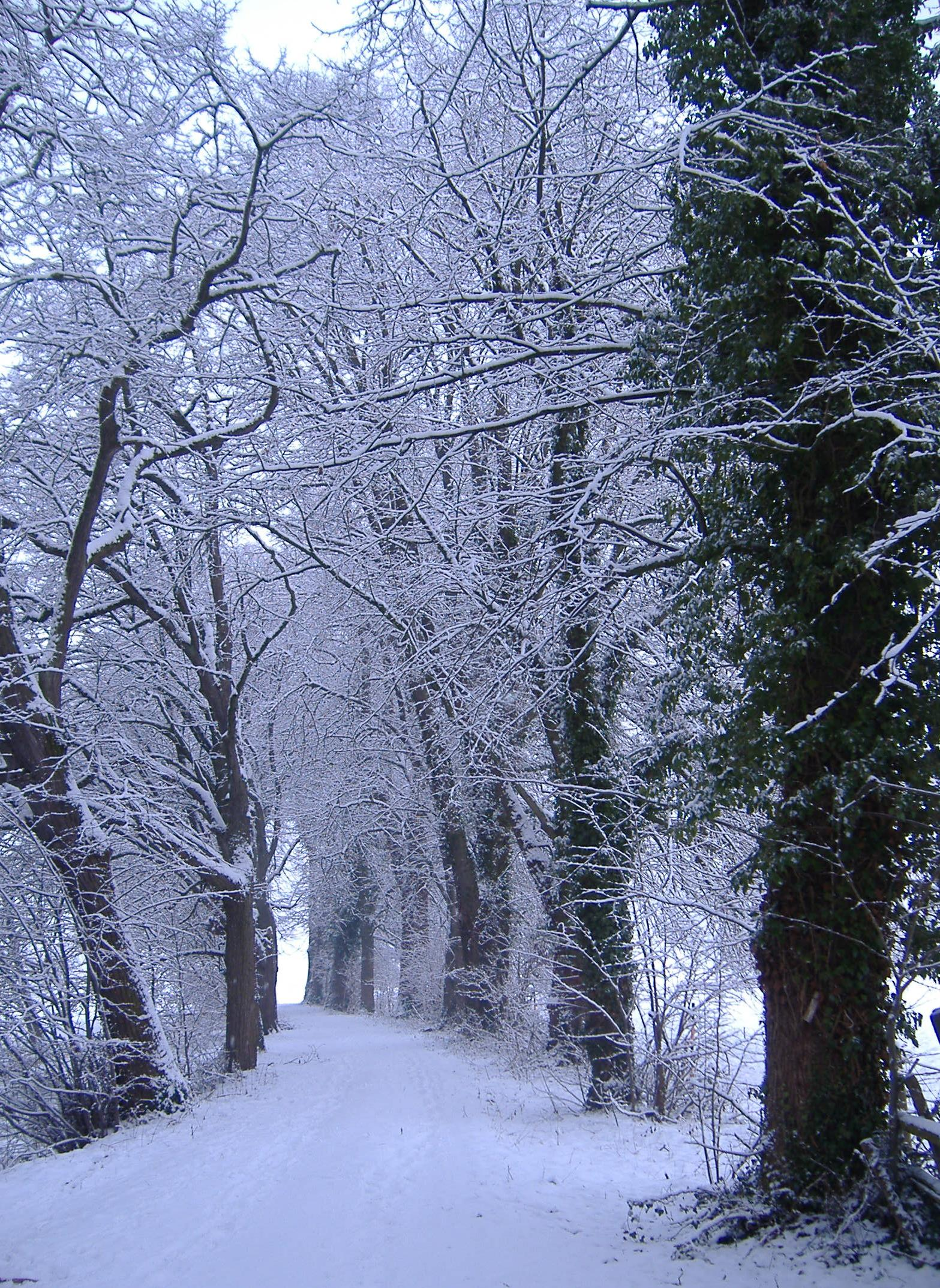
Die einstige Schlossallee im Winter

Im Süden der Bächinger Gemarkung liegt ein Teil des Schwäbischen Donaumooses mit geschützter Flora und Fauna.
Bekannt ist Bächingen außerdem für seine Störche, die sich seit 1989 nach jahrelanger Abwesenheit wieder auf einem Kamin des Bächinger Schlosses niedergelassen haben; es war lange Jahre das einzige Storchenpaar im Landkreis Dillingen, bis Ende der 1990er Jahre noch ein Paar in Höchstädt heimisch wurde. Zu ein wenig Berühmtheit verhalfen die Störche dem Dorf im Brenztal 1997, als sie das erste Mal nicht in den Süden zogen und in Bächingen überwinterten, was nun alljährlich der Fall ist.
Eine Naturdenkmal befindet sich nördlich hinter dem Schloss. Dort sind noch Reste von der einstigen Schlossallee vorhanden.

## Wirtschaft und Infrastruktur

### Verkehr
Bächingen liegt in der Nähe des Autobahnkreuzes Ulm/Elchingen (A 7/A 8). Die beiden Autobahnen können jeweils in ca. 15 Minuten erreicht werden. Der nächste Anschluss an die B 16 liegt fünf Auto-Minuten entfernt.

### Bildung
Der Grundschulverband Bächingen-Medlingen, hat seinen Sitz hier.

## Söhne und Töchter des Ortes
- Wolfgang Ludwig Freiherr vom Stain (1640–1722), kaiserlicher Rat, Direktor des Kantons Kocher der Schwäbischen Reichsritterschaft
- Friedrich Carl Heinrich Freiherr vom Stain (1726–1800), herzoglich württembergischer Gouverneur zu Stuttgart, Generalleutnant und Kammerherr, Generalmajor des Schwäbischen Kreises, Kommandeur des Johanniterordens zu Lagow und des herzoglich württembergischen Karlordens
- Johannes Freiherr von Racknitz (* 1790), Rittmeister im 5. Kavallerieregiment des Königs von Württemberg, Organisator der 1. deutschen Kolonisation in Mexiko
- Theodor Bauer (* 1814), Kgl. bay. Landrichter in Miltenberg
- Gottfried Meinzolt (* 1885), Dekan von Ingolstadt
- Friedrich Meinzolt (1886–1984), Mitglied des Bayerischen Senats, Vorstand der Inneren Mission
- Hans Meinzolt (1887–1967), Staatssekretär im bayerischen Kultusministerium, Vizepräsident des Landeskirchenrats und Präsident der Landessynode der bayerischen Landeskirche, Honorarprofessor an der Technischen Universität München
- Marie Meinzolt (1889–1962), Mitbegründerin der Evangelisch-Lutherischen Diakonissenanstalt Neuendettelsau
- Alexander von Süßkind-Schwendi (1903–1973), Ministerialdirektor im Bundesministerium für die Durchführung des Marshallplans
- Wolfgang Lex (* 1946), Fußballspieler

## Weitere Persönlichkeiten, die mit dem Ort in Verbindung stehen
- Theodor Graf von Sponeck (1896–1982), Generalleutnant im Afrika-Korps unter Generalfeldmarschall Erwin Rommel war mit Agnes Freiin von Süßkind-Schwendi verheiratet und lebte nach dem Krieg bis zu seinem Tod auf Schloss Bächingen.
- Marina Sauter (* 1997), Biathlon-Jugendweltmeisterin (2016), lebt in der Gemeinde